# Quit Your Dayjob
Quit Your Dayjob to szwedzki zespół grający dance-punk. Ich muzyka określana jest jako: "Devo na wózku inwalidzkim", "Kraftwerk punk rocka" (Blag Dahlia, The Dwarves).

## Dyskografia
- Quit Your Dayjob CD EP (2004)
- Sweden We Got A Problem CD LP (2005)
- Vlado Video CD Singel (2005)
- Bodypoppers CD Singel (2007)
- Tools For Fools CD LP (2007)